# Sidney G. Winter
Sidney Graham Winter (né le 20 avril 1935 à Iowa City, Iowa) est un économiste américain et professeur émérite de gestion à la Wharton School de l'Université de Pennsylvanie. Il est reconnu comme une figure de proue de la renaissance de l'économie évolutionniste.

## Carrière
En 1982, il co-édite avec Richard R. Nelson An Evolutionary Theory of Economic Change, un ouvrage qui a depuis été cité près de 25 000 fois.
Winter est économiste en chef du General Accounting Office des États-Unis (1989-1993). Il remporte le prix Viipuri de gestion stratégique en 2008.
Winter est le deuxième mari et veuf de l'économiste Alice Rivlin.

## Travaux
- An Evolutionary Theory of Economic Change, 1982, (ISBN 0-674-27228-5)
- Patents and Welfare in an Evolutionary Model., 1993
- Co-éditeur fondateur du Journal of Economic Behaviour and Organization (avec RH Day)